# Gerta Semjonowna Kandaurowa
Gerta Semjonowna Kandaurowa (russisch Герта Семёновна Кандаурова; * 9. März 1929 in Moskau; † 5. August 2013 in Jekaterinburg) war eine sowjetisch-russische Physikerin und Hochschullehrerin.

## Leben
Kandaurowa studierte in Swerdlowsk an der Uraler Staatlichen Gorki-Universität (UrGU) in der Physikalisch-Mathematischen Fakultät mit Abschluss 1951. Nach der Aspirantur wurde sie 1954 Assistentin und Dozentin am Lehrstuhl für Experimentalphysik der UrGU. 1957 verteidigte sie mit Erfolg ihre Dissertation über die magnetischen Eigenschaften magnetisch-anisotroper Proben aus ferromagnetischen Pulvern für die Promotion zur Kandidatin der physikalisch-mathematischen Wissenschaften.
1967 wurde Kandaurowa Dozentin am Lehrstuhls für Magnetismus der UrGU und wissenschaftliche Hauptmitarbeiterin des Forschungsinstituts für Physik und Angewandte Mathematik der UrGU. 1974 verteidigte sie mit Erfolg ihre Doktor-Dissertation über die Domänenstruktur und magnetische Hysterese einachsiger Ferromagnetika für die Promotion zur Doktorin der physikalisch-mathematischen Wissenschaften. 1976 folgte die Ernennung zur Professorin. Sie entdeckte die dynamische Selbstorganisation magnetischer Domänen und die angeregten Zustände von magnetischen Viel-Domänen-Materialien.
1992–2004 leitete Kandaurowa das Laboratorium für magnetische Domänenstruktur.

## Ehrungen, Preise
- Erster Preis der UrGU für den Arbeitenzyklus über Domänenstrukturen hochanisotroper Ferromagnetika (1977)[1]
- Soros-Professorin (1994)[1]
- Verdiente Wissenschaftlerin der Russischen Föderation (1995)
- Erster Preis der UrGU für die Arbeiten über dynamische Selbstorganisation magnetischer Domänen und angeregte Zustände magnetischer Viel-Domänen-Materialien (1999)
- Vollmitglied der Russischen Akademie der Naturwissenschaften (2004)
- Ehrenprofessorin der UrGU (2012)